# Todiramphus sanctus
Il martin pescatore sacro (Todiramphus sanctus) è un uccello della famiglia Alcedinidae che vive tra le mangrovie, nelle foreste e nelle vallate fluviali di Australia, Figi, Indonesia, Nuova Caledonia, Nuova Zelanda (dove è noto anche con il nome māori Kotare), Isola di Norfolk, Papua Nuova Guinea, Isole Salomone e Isole di Wallis e Futuna.
Occasionalmente è stato avvistato anche sull'Isola di Christmas (nell'Oceano Indiano), in Malaysia, nelle Isole Marshall, negli Stati Federati di Micronesia e a Nauru.
In Australia, vive nelle foreste di eucalipto, di Melaleuca, nelle aree boschive e nelle foreste di paperbark. In Nuova Zelanda, T. s. vagans compie delle migrazioni altitudinali: dopo la nidificazione si sposta dalle altitudini più elevate verso la costa, e anche dalla foresta alla costa e ai terreni aperti.
È lungo 19–23 cm e si nutre di insetti, piccoli crostacei e pesci.